# 10120 Іпр
10120 Іпр (10120 Ypres) — астероїд головного поясу, відкритий 18 грудня 1992 року.
Тіссеранів параметр щодо Юпітера — 3,171.
Названо на честь Іпру (нід. Ieper, МФА: [ˈipər]; фр. Ypres) — міста на північному заході Бельгії, розташоване у провінції Західна Фландрія поблизу кордону з Францією.